# Gustav Knak (Theologe)

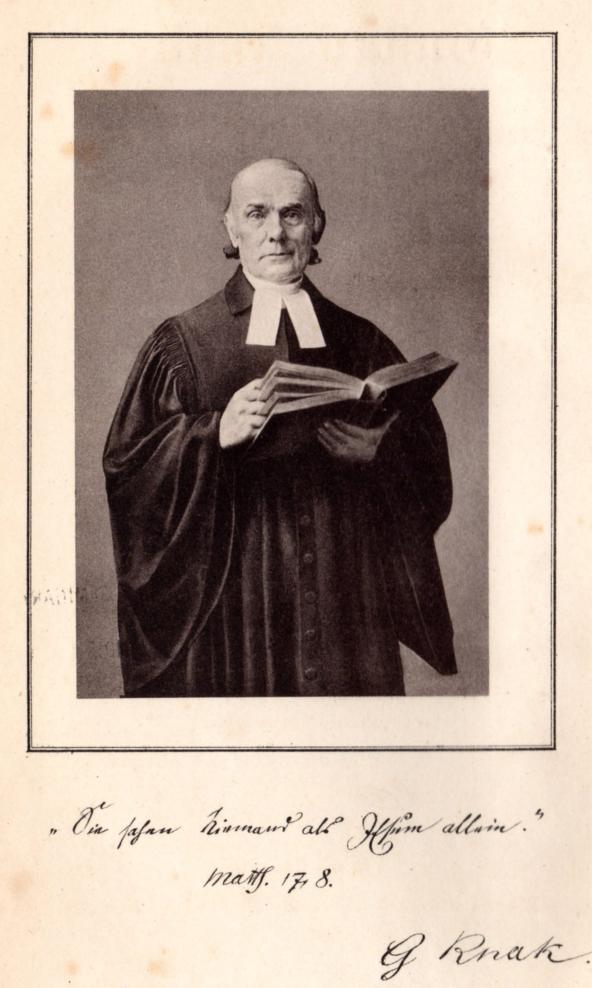
Gustav Knak (Fotografie)

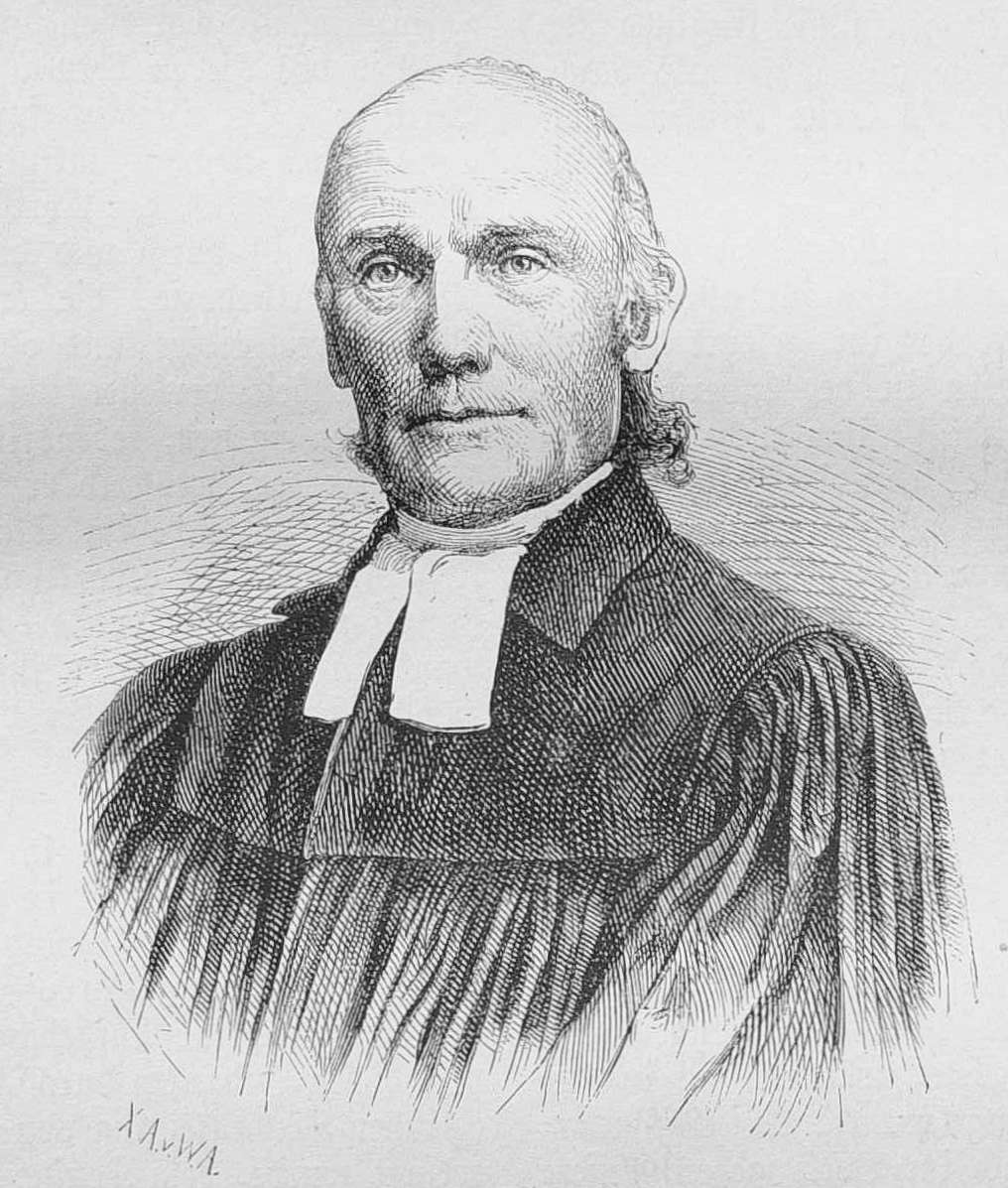
Gustav Knak, Holzstich in der Gartenlaube (1868)

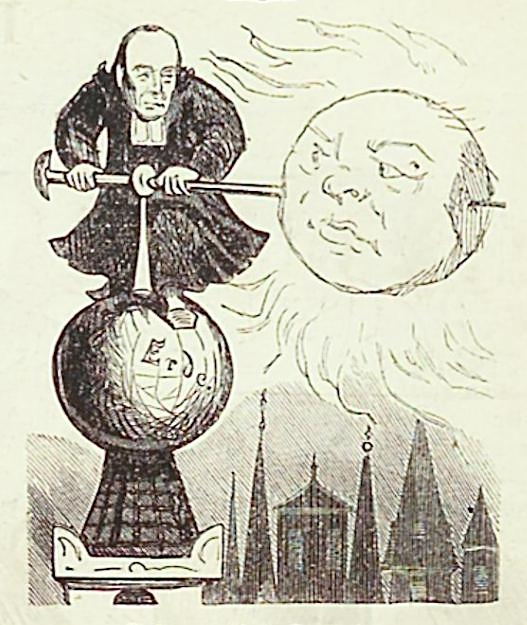
Gustav Knak als Sonnendreher oder -schieber, Karikatur im Kladderadatsch (1868)

Gustav Friedrich Ludwig Knak (* 12. Juli 1806 in Berlin; † 27. Juli 1878 in Dünnow, Hinterpommern) war ein deutscher lutherischer Theologe, pietistisch gesinnter Pfarrer, Erweckungsprediger, Förderer des Missionsgedankens und Kirchenlieddichter.

## Leben und Wirken
Gustav Knak war Sohn des Justizkommissars Ludwig Knak und seiner Ehefrau Friederike Straube. Nach dem Tode seines Vaters 1819 lebte er bei seinem Onkel, dem Propst Straube, in Mittenwalde und besuchte bis 1826 das Friedrich-Wilhelms-Gymnasium in Berlin. Von 1826 bis 1829 studierte Knak Theologie an der Friedrich-Wilhelms-Universität der preußischen Hauptstadt, u. a. bei Friedrich Schleiermacher und August Neander. In Berlin unternahm er auch seine ersten dichterischen Versuche.
Im Jahre 1829 wurde Knak Religionslehrer an der Schola Collecta in Königs Wusterhausen. Ab 1830 arbeitete er an einer Erneuerung des Evangelischen Kirchengesangbuchs, das auch Bunsensches Gesangbuch genannt wurde, und 1832 unter dem Titel Geistlicher Liederschatz erschien, wozu er das Vorwort verfasste. Bei dem Ausbruch der asiatischen Cholera 1831 auf einem Kahn auf der Oder pflegte er einen Kranken bis zu dessen Tod, was ihm eine öffentliche Belobigung der königlichen Regierung eintrug. Mit dem rationalistisch gesinnten Superintendenten, der in Brandenburg für ihn zuständig war, geriet er in eine heftige theologische Auseinandersetzung. 1832 gründete er in Mittenwalde den Missionslesestunden-Verein und absolvierte 1833 das Zweite Theologische Examen in Berlin.
In Distanzierung von Einflüssen des Idealismus und von Schleiermachers Theologie wurde Knak 1834 durch die Vermittlung des Barons und Erweckungspredigers Hans Ernst von Kottwitz zum Pfarrer im hinterpommerschen Wusterwitz berufen. Er versuchte alle Menschen für den Glauben an Jesus zu gewinnen, führte das Beichtgespräch mit Sündenbekenntnis wieder ein, hielt auch sogenannte Erbauungsstunden und gab einen Reisepsalter heraus, um Gott in der Natur zu begegnen. Hier gelang ihm eine lebendige, erweckliche und den Glauben fördernde Arbeit, und von hier aus wurde er auch Initiator von Missionsfesten zur Förderung des Missionsgedankens in der Inneren Mission und Äußeren Mission. Außerdem trat er 1848 dem Lutherischen Provinzialverein für Pommern (unter Leitung von Superintendent Carl Meinhold, Cammin und Superintendent K. Wilhelm Otto, Naugard/Hinterpommern) bei.
Im Jahre 1850 erfolgte die Berufung Gustav Knaks an die Bethlehemskirche für die Böhmisch-lutherische Gemeinde in Berlin in der Nachfolge von Johann Evangelista Goßner. In Berlin übernahm er die Leitung zahlreicher kirchlicher Missionsvereine und arbeitete in der Berlinischen Missionsgesellschaft, dem heutigen Berliner Missionswerk, mit. Sein pietistisch ausgerichtetes Christentum fand in Berlin teilweise starken Widerstand, besonders bei den aufgeklärten Theologen auf der Friedrichswerder’schen Kreissynode, auch wenn er gegen sektiererische Tendenzen in der Erweckungsbewegung streng am lutherischen Bekenntnis festhielt.
Knak, der von einem Zeitgenossen als „edle, feine Erscheinung, nur etwas reichlich salbungsvoll“ beschrieben wurde, bekannte sich noch 1865 im Streit mit Prediger Lisko und 1868 öffentlich zum geozentrischen Weltbild, das er aus der Bibel ableitete, woraufhin er weithin als „Sonnenschieber“ verspottet wurde.
Als Kirchenlieddichter fand Gustav Knak jedoch in weiten evangelischen Kreisen Akzeptanz und Resonanz. Bekannt wurde seine Liedsammlung Zionsharfe (1843) und sein viel gesungenes Sterbelied Lasst mich gehn, lasst mich gehn (1843 oder 1845), das um 1854 vom Organisten der Bethlehemskirche Karl Voigtländer (1827–1858) vertont wurde. Das Abschiedslied Zieht in Frieden eure Pfade fand auch Eingang in das aktuelle Evangelische Gesangbuch (Nr. 258). Vielleicht gehen auch die 3. und 4. Strophe des Weihnachtsliedes Es ist ein Ros entsprungen (EG 30, GL 132) auf Gustav Knak zurück, wahrscheinlicher ist jedoch Friedrich Layriz.
Gustav Knak weilte oft im hinterpommerschen  Dünnow bei Stolpmünde an der Ostsee. Dort lebte seine Tochter Maria, die mit dem Pastor Karl Ernst Preuß verheiratet war. Mit ihm zusammen inszenierte er Missionsfeste oder predigte unter starkem Zuspruch aus der Bevölkerung rund um Dünnow in der Dünnower Dorfkirche. Sein besonderes Anliegen war die Missionsarbeit in China. Dank seiner Bemühungen gelang es, ein Findelhaus für ausgesetzte Mädchen in Hongkong zu errichten und zu betreiben.

Grab von Gustav Knak in Berlin-Kreuzberg

Anlässlich eines solchen Aufenthaltes erlag Knak am Abend des 27. Juli 1878 einem Herzschlag. Beim Abschied aus Dünnow zur Überführung nach Berlin sang ihm eine große Zahl seiner Anhänger „sein“ Lied: Lasst mich gehn, lasst mich gehn. Die Beisetzung erfolgte am 1. August auf dem Berliner Friedhof der Bethlehemsgemeinde vor dem Halleschen Tor. Die Gittergrabanlage ist erhalten, das Grabkreuz ist beschädigt.

## Familie
Gustav Knak war verheiratet mit Mathilde Wendt, Pfarrerstochter aus Klein Wubiser bei Königsberg (Neumark) im damaligen Westpommern. Sein Sohn Johannes Knak (1842–1899) übernahm nach Knaks Tod seine Pfarrstelle an der Bethlehemskirche in Berlin. Der Missionswissenschaftler Siegfried Knak war sein Enkel.

## Gedenktag
27. Juli im Evangelischen Namenkalender.

## Schriften (Auswahl)
- Simon Johanna, hast du Mich lieb? Geistliche Lieder und Sonette. Berlin 1829.
- Zionsharfe. Geistliche Lieder und Sonette. Zum Besten der Missionssache. Berlin 1840; 3. Auflage: bei Wohlgemuth, Berlin 1843 (GoogleBooks).
- Liebe um Liebe. Eine kleine geistliche Gabe zu milden Zwecken. Werder 1849.
- Warum der reiche Mann in die Hölle gekommen ist? Die Gerechtigkeit, die vor Gott gilt. Berlin 1852.
- Sieben Fest-Predigten, gehalten im Jahre 1857. Berlin 1859.
- Predigt über Matthäi 25, 31-48. Berlin 1861.
- Sie sahen Niemand denn Jesum allein. Predigten über die Evangelien auf alle Sonn- und Festtage des Kirchenjahres. Berlin 1867.
- Predigten über die Episteln: Lasset uns ihn lieben, denn er hat uns erst geliebt. Berlin 1870.

## Herausgeberschaften
- Evangelische Herzensgesänge von Christoph Carl Ludwig von Pfeil. Zum Besten der äußeren und inneren Mission sowie der Bibelgesellschaft neu herausgegeben. Band 1. Schultze, Berlin 1850 (GoogleBooks); – Band 2. Schultze, Berlin 1853 (online).
- Maiblumen. Lieder einer Stillen im Lande [= Julie Hausmann]. Zum Besten der inneren und äußeren inneren Mission. Band 1. Beck, Berlin [1862], 4. Auflage. (GoogleBooks); – Band 2. Beck, Berlin [1866] (GoogleBooks).
- Schneeglöckchen. Lieder einer Verborgenen [= Antonie Palleske]. Beck, Berlin 1868.[14]

## Kirchenlieder (Auswahl)
Knak schrieb mehr als 45 Kirchenlieder, die teilweise ins Englische, vereinzelt ins Polnische, Spanische, Suahelische und Malagasy übersetzt wurden.
- An jedem Tag mich zu versenken (Mein erster Blick, wenn ich erwache)
- Dir will ich danken bis zum Grabe (1829)
- Eins ist not, eins ist! Eins nur ist
- Es ist in keinem andern Heil als, Jesus, nur in dir
- Freue dich! Freue dich!
- Ich bin ein Gotteskind und geh auf Erden (Ich bin ein Pilger Gottes)
- Ich weiss, dass ich darf glauben (Ich weiss, an wen ich glaube)
- Ich will dich erheben mit Herz und Mund
- Ja, wie lieblich ist’s und fein
- Jesu(s) Gnadensonne
- Keiner wird zuschanden, welcher Gottes harrt (1860)
- Kommt her, denn alles ist bereit
- Lasst mich gehn, dass ich Jesum möge sehn (Sterbelied, entstanden 1843, 1845 oder 1846; vertont um 1854 von Karl Voigtländer, 1827–1858)
- Lebt wohl (Kanon von 1843)
- O wie lieblich ist’s und fein
- Selig, Jesus, sind die Seelen
- Wer sich dem Heiland mit brennendem Herzen ergeben
- Zieht in Frieden eure Pfade, (1843, EG 258)[17]